# دينار مرابطي

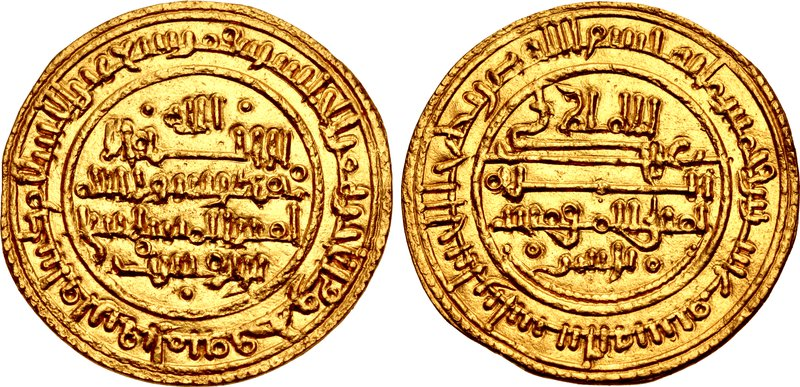
دينار مرابطي سُكَّ تحت حكم علي بن يوسف في إشبيلية، باستعمال بالخط الكوفي المرابطي.

الدينار المرابطي هو دينار ذهبي سُك في عهد المرابطين في بلاد المغرب (شمال إفريقيا) والأندلس وُفر الذهب المستخدم لسك الدينار من قبل مناجم ذهب غرب إفريقيا جنوب الصحراء. تم تداول دينار المرابطين على نطاق واسع خارج نطاق الإمبراطورية. أطلقت عليهم الممالك المسيحية في أيبيريا اسم marabotins وmaravedís.

## تاريخ
عندما غزا المرابطون مدينة أوداغوست حوالي عام 1054، سيطروا على النقطة الجنوبية لطرق التجارة العابرة للصحراء الكبرى. وعندما قاد أبو بكر بن عمر اللمتوني السيطرة على واحات سجلماسة من قبيلة المغراوة، احتلوا النقطة الشمالية. من خلال هذا الموقع، تمكن المرابطون من السيطرة على تجارة الذهب العابرة للصحراء والاستفادة منها. وخلال عامين من السيطرة على سجلماسة، التي تُعد نقطة دخول الذهب إلى شمال إفريقيا، تم سك الدنانير هناك باسم أبو بكر بن عمر.
عندما أصبح يوسف بن تاشفين أميرًا رسميًا للمرابطين عام 1087، تم سك العملات باسمه وزادت كمية الإنتاج. بالإضافة إلى سجلماسة، تم سك العملات في عدة دور سك جديدة، وكانت أولها في أغمات عام 1093. حققت دار السك في أغمات أعلى إنتاجية مقارنة بأي دار سك أخرى في شمال إفريقيا حتى عام 1122، وأشار الإدريسي في كتابه "نزهة المشتاق" إلى أن سكان أغمات كانوا الأغنى تحت حكم المرابطين.

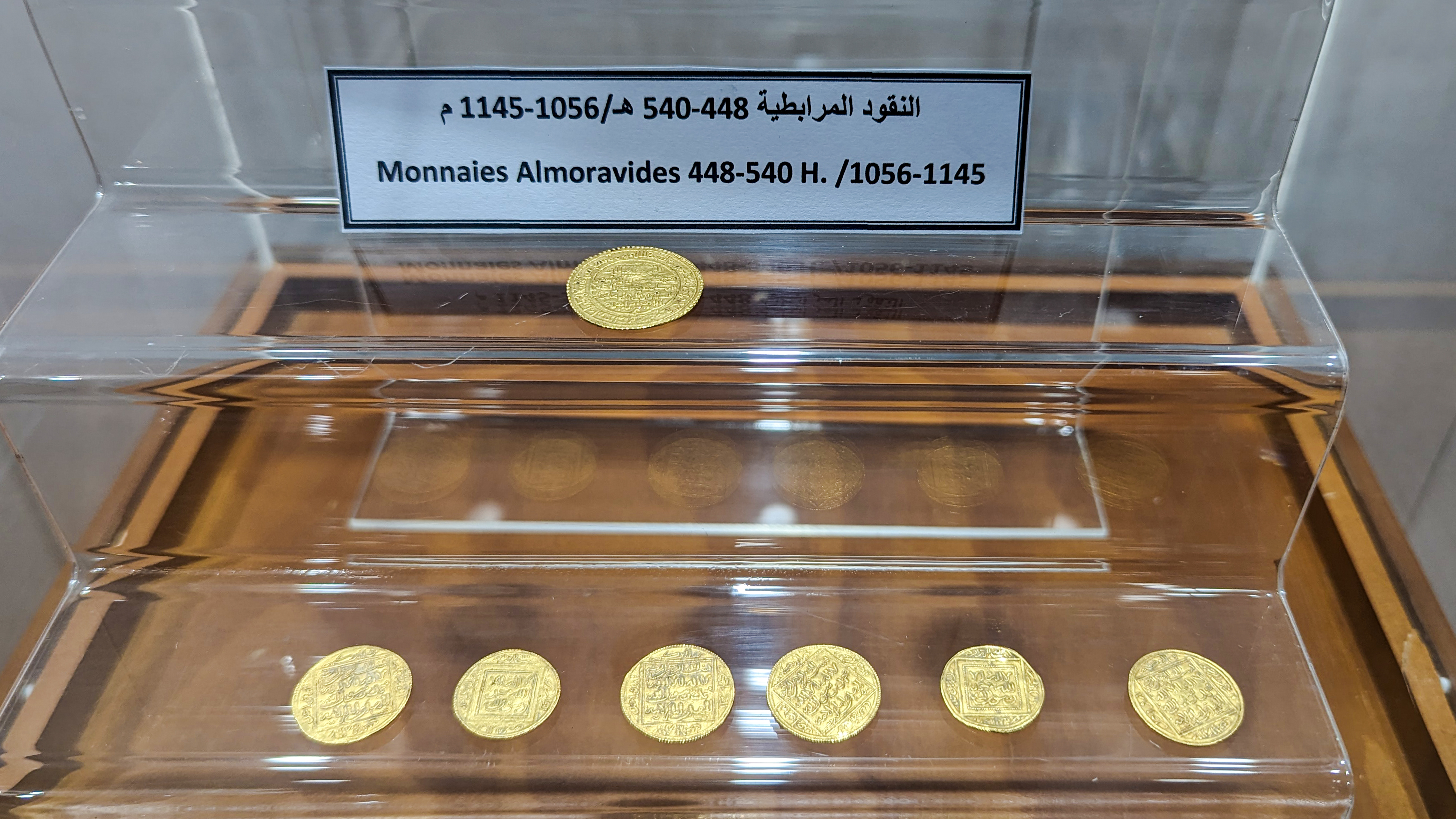
النقود المرابطية، المتحف الوطني للآثار القديمة والفنون الإسلامية بالجزائر.

ابتداءً من حوالي عام 1096، بدأت دنانير المرابطين تُسك في الأندلس، وكانت البداية في إشبيلية. شهد الإنتاج زيادة ملحوظة حوالي عام 1104، أي بعد عام من الاعتراف بعلي بن يوسف وريثًا للإمبراطورية؛ حيث حملت هذه العملات اسمه إلى جانب اسم والده. ويقترح رونالد أ. ميسييه أن هذا كان "يهدف إلى تعزيز شرعية حق علي في العرش."
تحت حكم علي بن يوسف، ازداد إنتاج العملات بشكل كبير. بدأ سك الدنانير في مراكش، العاصمة الجديدة للمرابطين، حوالي عام 1097. وبعد أربع سنوات، تم سكها أيضًا في فاس وتلمسان ونول لمطة. ساعد وجود عدة مدن تسك العملات السلطان المرابطي في تعزيز سيطرته على المناطق البعيدة من إمبراطوريته؛ حيث كان اسمه على العملات يعمل كنوع من العلامة التجارية ورمز للسلطة لمنع حدوث أي ثورات محتملة.
بلغ إنتاج الدنانير المرابطية ذروته حوالي عام 1120 واستمر حتى حوالي عام 1130؛ وكان ذلك في أوج ازدهار الدولة المرابطية، حيث شهدت هذه الفترة معظم الإنشاءات التي قام بها علي بن يوسف. وكانت أكثر دور السك الأندلسية إنتاجًا في ذلك الوقت تقع في ألمرية وإشبيلية وغرناطة، وهي أهم المدن للتجارة الدولية.
مع تصاعد تهديد ابن تومرت وحركة الموحدين، حوّل علي بن يوسف تركيزه إلى الجزء الإفريقي من إمبراطوريته. حوالي عام 1130، أصبح إنتاج الدنانير المرابطية في إفريقيا يفوق إنتاجها في الأندلس. بين عامي 1139 و1146، شن الموحدون بقيادة ابن تومرت حربًا شاملة على المرابطين حتى تمكنوا في النهاية من الاستيلاء على مراكش. وشعر بالأثر الاقتصادي لهذا الصراع حتى عام 1141، حيث اشتكى تجار فاس من "مغتصبي" الموحدين.
قام آخر سلاطين المرابطين، إسحاق بن علي، وبعض المتمردين المرابطين المجهولين بسك عدد قليل من الدنانير بين عامي 1146 و1151.
اعتمد المرابطون بشكل شبه حصري على الدنانير المحلية المُنتجة في تجارتهم. في ظل حكمهم، كانت الأندلس تُصدر السلع إلى شمال إفريقيا ومصر وفرنسا، من بين مناطق أخرى. كما استوردت الأندلس السلع من مناطق متعددة، بما في ذلك الصين والهند وفارس والشرق الأوسط وشمال إفريقيا وأوروبا.
بفضل شبكة التجارة الواسعة للمرابطين والسمعة العالية لجودة عملاتهم، غمرت أسواق البحر الأبيض المتوسط بالدنانير المرابطية لمدة تقارب القرن، مما جعلها تنافس الدينار الفاطمي كعملة رئيسية في تجارة البحر المتوسط.